# Operation Appease
Arawe –
Dexterity/Kap Gloucester –
Talasea –
Jacquinotbucht –
Wide Bay–Open Bay 

Die Operation Appease war die amphibische Landung der alliierten Streitkräfte bei Talasea in der Nähe der Volupai-Plantage auf Neubritannien, in der heutigen West New Britain Province Papua-Neuguineas, während des Pazifikkriegs im Zweiten Weltkrieg.
Die Operation an der Taille der Willaumez-Halbinsel war damit Teil des Neubritannienfeldzugs und dazu vorgesehen, eine Notfalllandebahn einzunehmen und die Streitkräfte des Japanischen Kaiserreiches zu flankieren, die sich nach der Backhander-Landung am Kap Gloucester am 26. Dezember 1943 von der Westspitze von Neubritannien nach Osten zurückzogen.
Die 5th Marines der 1st Marine Division von Generalmajor William H. Rupertus unter dem Kommando von Colonel Oliver P. Smith führten die Operation durch.

## Vorgeschichte
General Douglas MacArthur hatte die Notwendigkeit einer Offensive gegen Rabaul, das japanische Stützpunktgebiet am nordöstlichen Ende von Neubritannien, fast seit seiner Ankunft in Australien vorgesehen. Als der Krieg fortschritt und klar wurde, welch gewaltige Festung die Japaner aus Rabaul gemacht hatten, begnügten sich die Alliierten damit, die Basis aus der Luft zu zerschlagen und sie dann zu umgehen, indem sie die Kontrolle über die Vitiaz- und Dampierstraße zwischen Kap Gloucester und der Huon-Halbinsel auf Neuguinea übernahmen. mit Hilfe der Director- und Backhander-Operationen im Dezember 1943.

## Planung

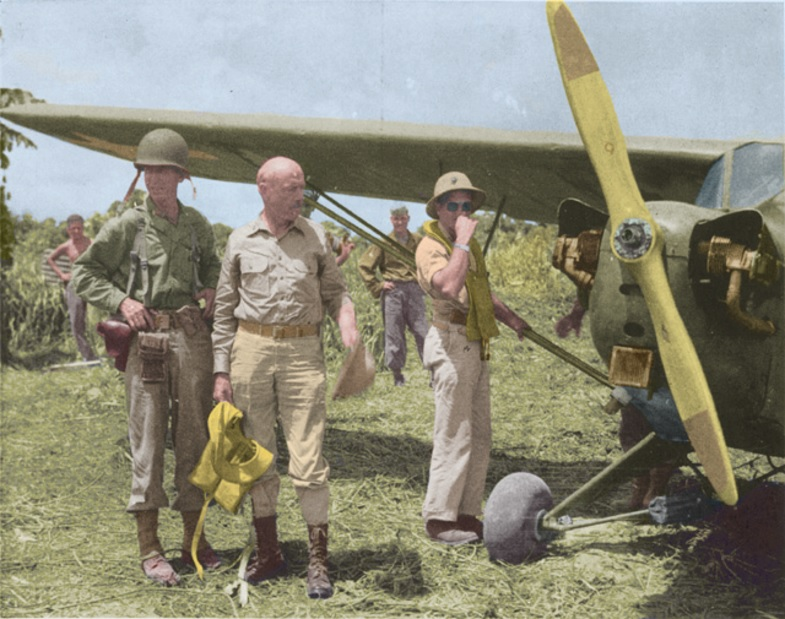
Generalmajor Rupertus (Mitte) auf dem Talasea-Flugfeld nach dessen Einnahme. Links Colonel Oliver P. Smith und rechts Colonel Theodore Argyres Petras (Pilot).

Am 10. Februar 1944 gab General Walter Krueger bekannt, dass die Operation Dexterity, die Eroberung der Westspitze Neubritanniens, beendet sei. Die ursprüngliche Mission der 1st Marine Division, die Sicherung des Westens von Neubritannien, war bis Ende Februar erfüllt worden. Der ursprüngliche Backhander-Plan sah aber einen Vorstoß nach Talasea im Osten der Insel vor, kombiniert mit der Verfolgung der japanischen Streitkräfte, die in den Schutz von Kap Hoskins und Rabaul flohen. Dies musste noch verwirklicht werden. Die 5th Marines waren mittlerweile rund 100 Kilometer östlich von Kap Gloucester vorgedrungen um Generalmajor Iwao Matsudas Überreste seiner Einheiten zu verfolgen. Die Marines hatten unterdessen die Iboki-Plantage erreicht und patrouillierte energisch nach Süden und Osten.
Die Marines hatten die Hoffnung mittels einem Riesenschritt über das Wasser von Iboki nach Talasea, den Japanern den Weg abzuschneiden. Daher kam es nicht überraschend, als die Division am 1. März einen Operationsbefehl erließ, der die 5th Marines anwies, Talasea zu erobern und zu besetzen und nach Süden zur ausgedehnten Numundo-Plantage zu patrouillieren, die sich an der östlichen Kreuzung der Halbinsel und des Festlandes befindet.
Am selben Tag übernahm Colonel Oliver P. Smith, der der Division neu beigetreten war und kurzzeitig als Stabschef gedient hatte, das Kommando. Der Plan sah vor, dass das verstärkte Regiment mit der Bezeichnung Kampfteam A an einem Punkt etwa in der Mitte der Westküste der Willaumez-Halbinsel nördlich von Volupai landen sollte, der als RED-Beach bezeichnet wurde. RED-Beach lag am engsten Teil der Halbinsel.

## Die Situation der Japaner
General Imamura Hitoshi von der 8. Regionalarmee und Admiral Kusaka Jin'ichi von der Südostflotte befanden sich nach dem Verlust von Kap Gloucester in einer schlechten Situation. Die Einheiten der 17. Division mussten alles versuchen, um die Alliierten vor Talasea und Kap Hoskins im Norden und Gasmata im Süden in Schach zu halten. Die Verteidigungslinie, auf die sich die Matsuda-Truppe zurückzog, war allerdings unhaltbar. Auch die Marineflugzeuge der 11. Luftflotte könnten die Bodenaktionen zwar sporadisch aber nur schwach unterstützen, da nur wenige Flugzeuge zur Verfügung standen. Der Erfolg des amerikanischen Amphibienangriffs auf Kwajalein führte zum Rückzug der Kombinierten Flotte von ihrer plötzlich verwundbar gewordenen Basis auf Truk und der darauf folgende Flugzeugträgerangriff vom 16. bis 17. Februar auf Truk veranlasste Admiral Koga Mineichi, Rückrufbefehle für alle japanischen Marineflugzeuge im Südostbereich zu erteilen.
Nach den schweren Bombenangriffen der Alliierten auf Rabaul waren die Flugfelder, die die Blanche Bay umringten, verlassen. „Kein einziges bewegliches Flugzeug blieb übrig“, um die Kontrolle über die Luft zu bestreiten. Rabaul war gezwungen, sich zur Verteidigung vollständig auf die Bodentruppen zu verlassen. Imamura und Kusaka beschlossen, diese Verteidigungsstreitmacht so stark wie möglich zu machen, indem sie jeden verfügbaren Soldaten und Seemann auf die Gazelle-Halbinsel delegierten.

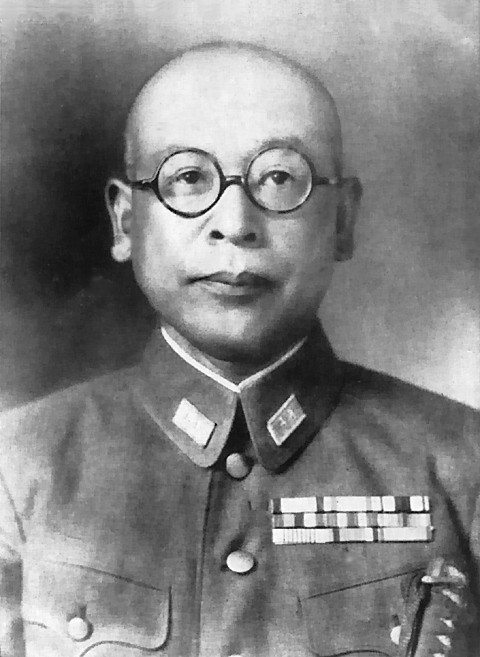
Generalleutnant Yasushi Sakai

Im Hauptquartier der 17. Division in Malalia ging am 23. Februar der Befehl zum Rückzug nach Rabaul ein. Generalleutnant Yasushi Sakai ließ die von ihm formulierten Pläne, sich gegen die anrückenden alliierten Truppen zu behaupten, gerne fallen, denn er war sich voll und ganz bewusst, wie isoliert und aussichtslos sein Kampf gewesen wäre. Anstatt Vorbereitungen für eine letzte Verteidigungsstellung zu treffen, die sich auf Kap Hoskins konzentrieren sollte, begann Sakai hastig, die Schritte auszuloten, die sein Kommando wieder in Kampfform und dann nach Rabaul bringen würde. Die Matsuda-Truppe war dabei sein größtes Problem. Die Spitze der Kolonne, die sich erschöpft nach Talasea schleppte, war noch etwa zwei Wochen von der Willaumez-Halbinsel entfernt. Sakai ging davon aus, dass die meisten Männer auf dem Weg ihr Ziel erreichen würden, falls die Alliierten die japanischen Truppen nicht einholten.
Der Weg, den die besiegten japanischen Truppen einschlugen, führte direkt ins Landesinnere und folgte für etwa 20 Kilometer dem Lauf des Flusses Aria. Nach der Passage einiger Dörfer führte der Weg nach Nordosten über Berghänge und durch ausgedehnte Sümpfe, die von langsam fließenden, allerdings breiten und tiefen Flüssen gespeist wurden. Die Route traf dann die Küste bei der Linga Linga Plantage, überquerte den breiten Fluss Kapaluk und verlief parallel zum Ufer nach Kandoka am Hals der Willaumez-Halbinsel. Weiter entlang der Küste der Halbinsel nach Garu überquerte der Weg dann einen Bergsattel zum östlichen Ufer bei Kilu und bog nach Süden zur Numundo-Plantage ab. Sobald die Japaner die Numundo-Plantage erreicht hatten, konnten sie dem Küstenpfad zum Flugplatz am Kap Hoskins folgen, nach Malalia direkt dahinter weitermarschieren und schließlich, mit etwas Glück, nach Rabaul.

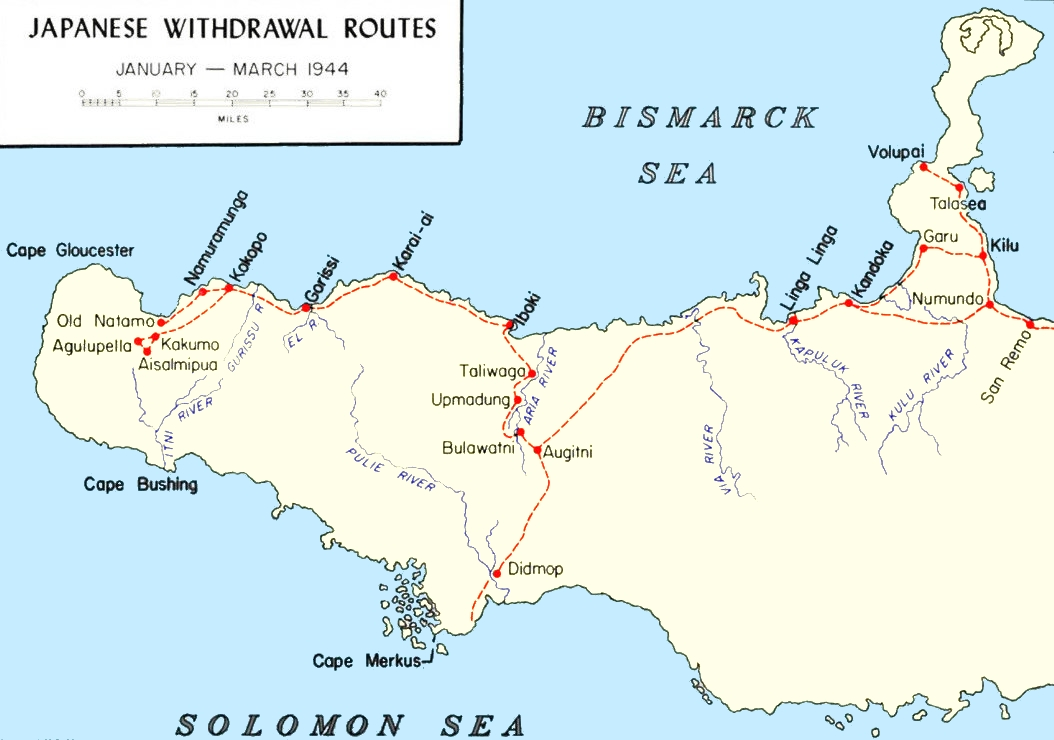
Die Rückzugswege der japanischen Einheiten zwischen Januar und März 1944

Das 51. Aufklärungsregiment und die Terunuma-Truppe unter dem Kommando von Hauptmann Terunuma Kiyamatsu, ein zusammengesetztes Bataillon des 54. Infanterieregiments, bekamen die Aufgabe, den Fluchtweg offen zu halten, bis die Matsuda-Truppe das vergleichsweise sichere Malalia erreicht hatte. Die japanischen Kommandeure waren zwischenzeitlich der Ansicht, dass sie genug Truppen im Sektor um Kap Hoskins hatten, so dass die Alliierten diesen nur mittels einer groß angelegten Amphibienoperation einnehmen könnten. So war die Führung der 17. Division zuversichtlich, dass sich die Truppe nach Rabaul zurückziehen konnte, wobei viele ihrer Einheiten noch kampfbereit waren. General Sakai schätzte, dass die meisten seiner Kampftruppen die Festung bis Mitte April erreichen würden und alle verbleibenden zusammenhängenden Einheiten, einschließlich der Nachhutabteilungen, es bis Mitte Mai schaffen würden.
Am 21. Februar wurden die Überreste des 2. Bataillons und der 53. Infanterie mittels Bargen nach Volupai gegenüber Talasea auf der Willaumez-Halbinsel transportiert. Das Bataillon wurde mit verstärkender Artillerie dem Hauptteil der Matsuda-Truppe vorausgeschickt, um den Kern einer Deckungstruppe bei Ulamona zu bilden. Die Lastkähne kehrten noch einmal zum Fluss Aria zurück, bevor die Marines in Iboki landeten, um General Matsuda, Mitglieder seines Stabs und alle Verwundeten, die sie tragen konnten, herauszuholen. Sie landeten am 25. Februar in Malalia.
Oberst Sato schickte seine eigene Einheit auf den Weg, nachdem die letzten Männer der Matsuda-Truppe sicher durch Upmadung gelangt waren. In Augitni traf Sato Major Komori Masamitsu, der seine Truppen von Arawe heraufgebracht hatte. Beide Gruppen, jetzt zusammen unter Satos Kommando, begannen am 6. März nach Osten zu ziehen. Am selben Tag erreichten die führenden Elemente der Matsuda-Truppe die Basis der Willaumez-Halbinsel.

## Die Landung bei Volupai

### Vorbereitende Maßnahmen
Die Alliierten hatten mittlerweile die vollständige Lufthoheit über Neubritannien erlangt und daher wurde beschlossen, die Einheiten für die Landungsoperation in einem Konvoi von Iboki nach Volupai zu transportieren. Dazu nutzten sie 38 LCMs, 17 LCVPs und fünf LCTs, die von fünf PT-Booten als Eskorte begleitet wurden.
Tag und Stunde für die Landung wurde auf den 6. März um 8:00 Uhr Morgens festgelegt. Als Divisionsreserve für die Operation wurde das 1. Bataillon der 1st Marine Division von Kap Gloucester nach Iboki gebracht, da nicht sicher beurteilt werden konnte wie die Japaner auf einen Angriff in der Nähe von Kap Hoskins reagieren würden. Es wurde angenommen, dass sich etwa 4.000 japanische Truppen im Talasea/Kap Hoskins-Gebiet aufhielten. Dazu wurden 1.500 Reste der Matsuda-Truppe und 3.500 Mann der Marinegarnison bei Gasmata geschätzt. Somit könnten die angreifenden Marines einer potenziellen Streitmacht von 10.000 Japanern gegenüberstehen. Realistisch sah man eine maximale Truppenstärke der Japaner im Talasea/Kap Hoskins-Gebiet bei einem Bataillon.

In den frühen Morgenstunden des 3. März setzten PT-Boote nördlich von Kap Bastian auf der Westseite der Willaumez-Halbinsel in Bagum, einem Dorf etwa anderthalb Kilometer vom RED-Beach entfernt, eine Amphibienpatrouille an Land. Sie bestand aus zwei australischen Leutnants und zwei einheimischen Spähern. Die Mission der Patrouille bestand darin, befreundete Eingeborene zu kontaktieren um Hinweise auf  Dispositionen und Stärke der japanischen Einheiten zu erhalten. In fast jedem Dorf bekamen sie Informationen zu japanischen Patrouillen und deren Bewaffnung, so dass sich schnell herausstellte, dass das Gebiet immer noch in japanischer Hand war. Insgesamt wurde die japanische Streitmacht auf 600 Mann geschätzt. Zwei Drittel von ihnen in der Nähe von Talasea, bewaffnet mit Mörsern und Artillerie. Die Untersuchung des Wegenetzes ergab, dass die Pfade hauptsächlich für Fußgänger bestimmt waren, aber für die Operation in gutem Zustand waren. Um 22:30 Uhr in der nächsten Nacht holte ein PT-Boot die Männer ab und brachte sie nach Iboki, wo sie die gesammelten Informationen weitergaben.

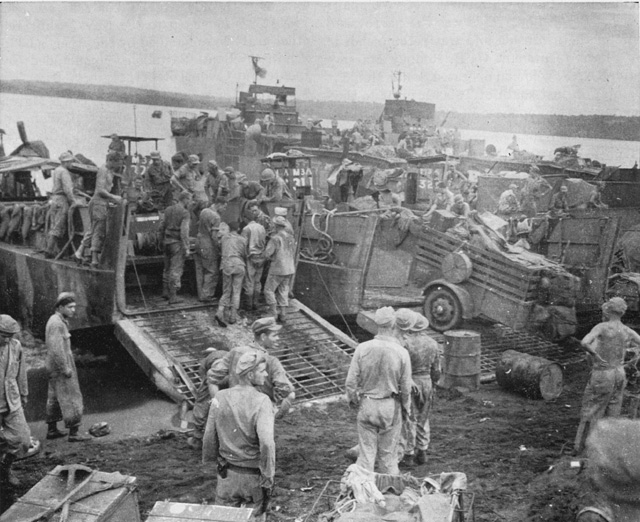
Einschiffung der US-Marines bei Iboki für die Volupai Landung

Die Royal Australian Air Force bombardierte drei Tage lang von ihrem Stützpunkt auf Kiriwina die Region Volupai/Talasea mit Bristol Beauforts und führte dann in letzter Minute vor der geplanten Landung einen Tieffliegerangriff durch, um das Fehlen von Marinebeschuss zu kompensieren.
Um 13:00 Uhr am 5. März wurde mit der Verladung der Waffen und des Nachschubs für die nächtliche Überfahrt zur Willaumez-Halbinsel begonnen. Fünf LVTs wurden in jedes der fünf LCTs geladen um die erste Welle der Angriffstruppen über die Korallenriffe zu bringen. Dies war zunächst ein Experiment und wurde später als Errungenschaft der Operation aufgeführt. Die Truppe schiffte sich ordnungsgemäß ein und fuhr mit ihrer Eskorte von PT-Booten um 22:00 Uhr zum Ziel.

### Der Landungstag (6. März)
Einige der Fahrzeuge hatten während der Nacht den Kontakt verloren und andere trieben mit Motorschaden im Wasser. Dennoch traf der Landungskonvoi am 6. März im Morgengrauen etwa 5,6 Kilometer vor der Küste ein. Unterdessen verhinderte schlechtes Wetter eine Deckung der Landung aus der Luft. Um 8:25 Uhr senkten die Panzerlandungsboote ihre Rampen und die LVTs der ersten beiden Wellen wurden ins Wasser gelassen und begannen sich über das Riff in Richtung Strand zu bewegen. Im rechten und linken Angriffsbereich fuhren jeweils zwei Sherman-Panzer von Landungsbooten an Land. Die Panzer eröffneten mit ihren Maschinengewehren das Feuer, um die Annäherung der Traktoren an den Strand zu decken. Die Japaner antworteten zunächst ebenfalls mit Maschinengewehrfeuer um kurz darauf mit Mörsern auf die Landungstruppen zu feuern.

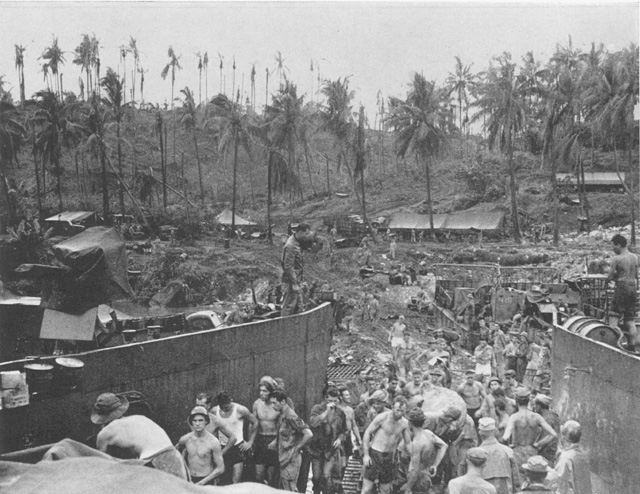
US-Marines nach der Landung

Die LVTs trafen um 8:35 Uhr am Strand ein. Die Marines gingen von Bord und begannen landeinwärts zu patrouillieren. Zu Beginn gab es nur wenig Mörserfeuer der Japaner und die beiden Angriffskompanien erreichten ihre Ziele ohne größere Probleme. Eine Piper Cub der Division flog tief über die Mörserpositionen der Japaner und ließ Handgranaten auf diese fallen. Die Landungseinheiten errichteten einen Brückenkopf bis 185 Meter ins Landesinnere und entsandten Kampfpatrouillen an die Flanken, die auf die nachrückenden Marines warteten, die den Umkreis passieren sollten. Nachdem die japanischen Verteidigungsstellungen am Strand überwunden waren, durchquerten die Marines schnell die Volupai-Plantage.
In der Zwischenzeit war eine Patrouille in Schwierigkeiten geraten. Den sich zurückziehenden Japanern schlossen sich weitere an, die hastig Verteidigungsstellungen im Volupai-Kokosnusshain vorbereiteten. Bei den Kämpfen verloren die Marines einen Mann und ein weiterer wurde verwundet. Da es nicht möglich war die japanische Verteidigungsposition einzunehmen musste auf das 2. Bataillon gewartet werden. Dessen Anlandung verlief allerdings nicht so problemlos wie die Landung des 1. Bataillons, da der Strand an dieser Stelle sehr eng und ein Korallenriff das Ausladen des Nachschubs erschwerte.
Etwa gegen 15:00 Uhr flogen fünf Bell P-39 Airacobra-Jagdbomber des 82. Aufklärungsgeschwaders in Kap Gloucester über die Halbinsel. Es gelang ihnen nicht die US-Frontlinie zu sichten und so bombardierten sie Kap Hoskins.
Gegen Tagesende kam Colonel Smith zum Schluss, dass seinem Kampfteam lediglich eine japanische Verzögerungsaktion entgegenstand. Er machte dies am Kampfstil der Japaner fest, die nicht darauf aus waren die Marines zu vernichten, sondern versuchten, den Fluchtweg nach Kap Hoskins zu decken. Für wie lange war unbekannt, sollte aber schnellstmöglich von den Marines unterbunden werden.
Für die folgende Nacht verschanzten sich die Marines in der Plantage. Sie errichteten eine Rundumverteidigung innerhalb des Kokosnusshains und beschossen während der ganzen Nacht mittels Artillerie die vermuteten japanischen Stellungen. Unterdessen wurde weiterer Nachschub und vor allem Nahrungsmittel von Kap Gloucester unter Verwendung der LVTs herbeigeschafft.
Am Ende des ersten Tages waren die Marines ungefähr 1,8 Kilometer landeinwärts vom Landungsstrand vorgedrungen. Bei den Kämpfen waren 35 Japaner getötet worden, darunter drei Offiziere. Die Amerikaner beklagten 13 Tote und 71 Verwundete. Am späten Abend brachte ein LCM 50 Verwundete nach Iboki.

### 7. März
Um 2:00 Uhr nachts versuchte eine Handvoll Japaner die Linien der Kompanie E zu infiltrieren. Das daraus resultierende Gewehrfeuer und Granatenwürde verwundete zwei Marines. Dies war die einzige feindliche Aktivität zwischen Dämmerung und Tageslicht, und es wurde als so geringfügig angesehen, dass Colonel Smith die Division per Funk benachrichtigte, dass seine Streitkräfte während der Nacht keinen Gegenangriff erlebt hatten.
Für den nächsten Tag plante Smith den Druck auf die Japaner zu erhöhen, nicht nur entlang der lebenswichtigen Strecke über die Halbinsel, sondern auch in den sie überragenden Bergen. Captain Terunuma befahl seinerseits seinen Männern den Vormarsch der Marines aufhalten und die Matsuda-Truppe zu schützen, die gerade dabei waren die Basis der Halbinsel zu durchqueren. Zur Verstärkung schickte Terunuma seine 4. Kompanie, verstärkt mit Maschinengewehren und Mörsern. Sie sollte den Vormarsch der Marines aufhalten. Die den Weg nach Bitokara auskundschaftenden US-Patrouillen entdeckten die Japaner keine 50 Meter von den vorderen Schützengräben der Marines entfernt.

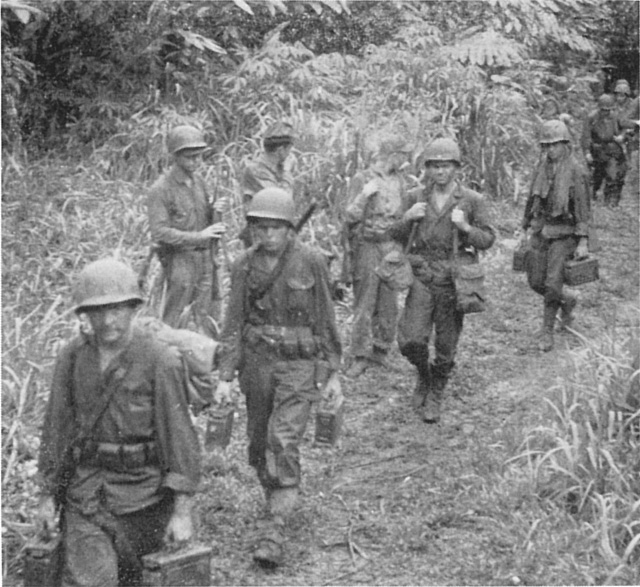
Munitionsträger der US-Marines rücken im Dschungel vor

Als die Marines den morgendlichen Angriff einleiteten wurden die feindlichen Verschanzungen aber verlassen vorgefunden. Einer der tödlichen 90-mm-Mörser der Japaner wurde vollkommen intakt erbeutet. Die Marines bewegten sich schnell durch die hastig verlassenen Verteidigungsanlagen in Richtung der Küste. Als sich eine Vorhut kurz vor Mittag den Bergausläufern näherte wurden sie von der 4. Kompanie mit heftigen Feuer belegt. Es war bald klar, dass die japanische Streitmacht, die eine Position an den nordwestlichen Hängen des Berges hielt, zu stark war, um erfolgreich bekämpft zu werden. Das Muster des Feuers zeigte tatsächlich, dass die Japaner sich bewegten, um die Marines unten auszuflankieren und sie vom Rest der Bataillonskolonne abzuschneiden.
Die Möglichkeit eines Zangenangriffs hing von der frühen Ankunft des 3. Bataillons ab, um die Verteidigung des Brückenkopfs zu übernehmen. Diese traf jedoch verzögert erst am späten Nachmittag in Volupai ein. Aus diesem Grund wurde eine verstärkte Kompanie des 1. Bataillons im Landesinneren für Liapo gegründet, wo die Hauptstreitmacht der Japaner vermutet wurde, um den Weg für die Operationen am nächsten Tag zu ebnen. Die sich nähernde Dunkelheit veranlasste die isolierte Marine-Einheit sich zur Außenverteidigung aufzustellen. Die Nacht verlief ohne Zwischenfälle.

### 8. März
Am 8. März startete ein Bataillon der Marines auf zwei getrennten Wegen in Richtung Liapo. Bei einem Zwischenfall, der zu einem internen Feuerwechsel führte, wurde ein Mann getötet und mehrere weitere verletzt. Kurz darauf fand das Bataillon in der Nähe von Liapo die gesuchte Ost-West-Spur und schloss sich der Kompanie an, die die Nacht im Dschungel verbracht hatte. Der Pfad erwies sich allerdings als sehr schwierig zu gehen. Bei Einbruch der Dunkelheit stellten sich die Einheiten einige hundert Meter vor ihrem Ziel zur Verteidigung auf.

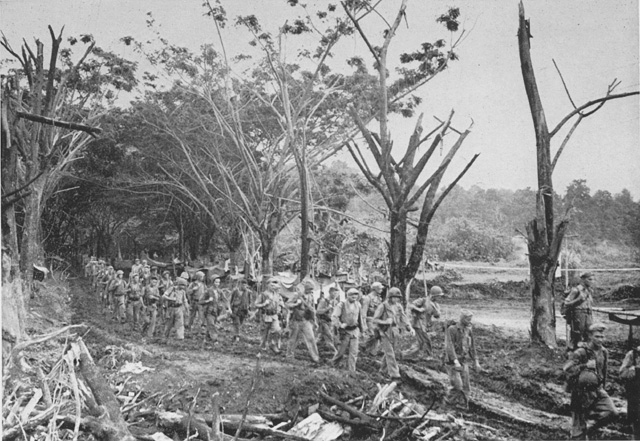
Marines nahe Talasea

Das isolierte Bataillon hatte unterdessen nicht nur mit den Japanern zu kämpfen, sondern auch mit dem Gelände. Bei Tagesanbruch fand eine Patrouille die letzte bekannte Position der Japaner. In ihr lagen zwölf tote Soldaten, die meisten von ihnen Opfer amerikanischer Artillerie und Mörserfeuer. Eine weitere Patrouille entdeckte 500 Meter vor Bitokara eine beträchtliche japanische Streitmacht, und es wurde ein Angriff an den steilen Hänge des Berges Schleuther mit voller Stärke vorbereitet. Feuer aus Kleinwaffen, einem 90-mm-Mörser und einem 75-mm-Feldgeschütz tötete oder verwundete 18 Marines. Doch kurz darauf zogen sich die Japaner wieder zurück. Bitokara wurde am frühen Nachmittag besetzt und entlang der Küste wurden Späher nach Talasea entsandt. Wieder gab es viele Beweise für die kürzliche Besetzung des Ortes durch die Japaner, aber keine Opposition. Um den nahe gelegenen Flugplatz Talasea zu besetzen, wurde eine Kompanie ausgeschickt.

### 9. März

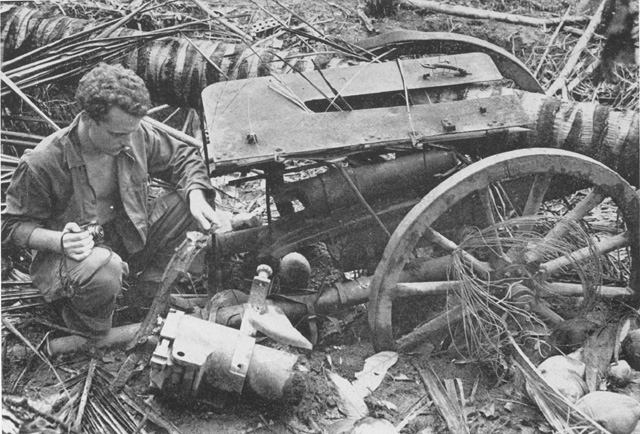
Corporal Robert J. Hallahan, ein Mitglied der 1st Marine Division, untersucht die zerstörten Überreste der japanischen 75-mm-Kanone, die zur Verteidigung des Mount Schleuther verwendet und als Sprengfalle manipuliert wurde, als sich die Japaner zurückzogen. Sie wurde versehentlich von einem Marine ausgelöst.

Am Morgen des 9. März rückte eine Kompanie den Berg Schleuther hinauf, während zwei andere die Dörfer rund um die Basis räumten. Die Japaner hatten einen Toten, zwei Nachzügler und ein Artilleriegeschütz zurückgelassen. Die verlassene 75-mm-Kanone war jedoch mit Ranken geschmückt, die als Stolperdrähte für eine Sprengfalle dienten. Als die Marines auf die Reben einhackten, um die Waffe genauer zu untersuchen, lösten sie den Schlagbolzen aus, der eine Patrone in der Kammer zündete. Da die japanische Kanonenmannschaft vor der Flucht die Bohrung verstopft hatte, zerbrach die resultierende Explosion den Verschlussblock und verwundete einen Marine.
Terunuma hatte sich dafür entschieden keines der Dörfer am Fuße des Berges zu verteidigen. So konnten die Marines eine Route über die Willaumez-Halbinsel halten, um weitere Operationen gegen Matsudas Rückzugslinie zu unterstützen. Bis zu diesem Zeitpunkt hatte die Truppe von Colonel Smith schätzungsweise 150 Japaner getötet und selbst 17 Gefallene und 114 verwundeten Marines zu beklagen.
Die letzte Phase der Kämpfe, die am RED-Beach begannen, bestand darin, die von den Japanern verlassene Insel Garua zu sichern. Dies wurde am 9. März abgeschlossen.
Am Nachmittag des 9. März verlegte Colonel Smith seinen Regimentskommandoposten nach Bitokara. Er gab Befehl die Verteidigung um Waru zu festigen und die Brückenkopflinie bei RED-Beach aufrechtzuerhalten. Danach informierte er die Division, dass Talasea sicher sei und dass sich seine Streitkräfte darauf konzentrieren würden, die Willaumez-Halbinsel nach zurückgebliebenen Japanern abzusuchen.

## Nach dem Abzug der Japaner

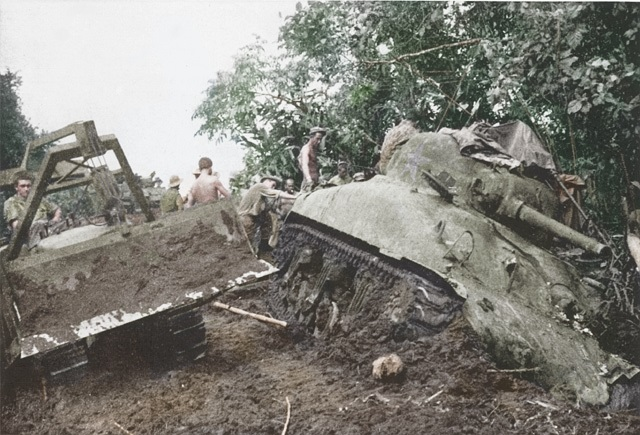
Ein stecken gebliebener Sherman-Panzer

Da die drei Sherman-Panzer der Amerikaner auf den schlammigen Wegen stecken geblieben waren, wurde von der Division ein 10-Tonnen-Abschleppwagen angefordert, um diese zu bergen. Anschließend wurde der Weg über die Halbinsel ausgebessert, damit Vorräte und Ausrüstung von RED-Beach an die Ostküste transportiert werden konnten. Die Arbeiten wurden am 12. März abgeschlossen.
Die Sicherung von Talasea verschaffte der Division den Besitz des Flugplatzes. Der Graslandebahn fehlte allerdings die Länge, um Jagdflugzeuge aufzunehmen, aber die Verbindungsflugzeuge der Division nutzten sie ausgiebig. Die Besetzung dieses Gebiets versetzte die die Marines in die Lage, direkt quer zur japanischen Route nach Kap Hoskins und nach Osten patrouillieren zu können.